# Medaglia commemorativa per i 100 anni dell'aviazione civile russa
La medaglia commemorativa per i 100 anni dell'aviazione civile russa (in russo Юбилейная медаль «100 лет гражданской авиации России»?) è un premio statale della Federazione Russa.

## Storia
La medaglia è stata istituita con decreto del Presidente della Federazione Russa del 17 novembre 2022 n. 831 "Sulla medaglia commemorativa per i 100 anni dell'aviazione civile russa".

## Assegnazione
La medaglia viene assegnata ai dipendenti delle organizzazioni dell'aviazione civile; ai dipendenti pubblici statali, comunali, delle autorità statali della Federazione Russa, delle entità costituenti della Federazione Russa e dei governi locali e ad altre persone che abbiano dato un contributo significativo alla formazione e allo sviluppo dell'aviazione civile nazionale.
La medaglia è indossato sul lato sinistro del petto e, in presenza di altri premi statali della Federazione Russa, viene posta dopo la medaglia commemorativa per i 50 anni della ferrovia Bajkal-Amur.

## Insegne
La medaglia è realizzata in metallo dorato e ha la forma di un cerchio con un diametro di 32 mm. I contorni della medaglia sono delimitati da un bordo convesso su entrambi i lati.
Sul dritto della medaglia è raffigurato un aereo passeggeri Irkut MS-21 in fase di decollo con sullo sfondo un'immagine stilizzata dell'emisfero settentrionale con sovrapposta la carta della Federazione Russa. In essa sono presenti anche i territori conquistati dopo l'invasione russa dell'Ucraina. In alto, lungo la circonferenza, è presente l'iscrizione in rilievo: "100 ЛЕТ ГРАЖДАНСКОЙ АВИАЦИИ РОССИИ" (in italiano: "100 ANNI DELL'AVIAZIONE CIVILE RUSSIA").
Sul rovescio della medaglia è presente un'elica con due ali e i numeri in rilievo "1923 – 2023".
La medaglia, con l'aiuto di un occhiello e di un anello, è collegata a un blocco pentagonale ricoperto da un nastro di seta moiré azzurro con strisce longitudinali blu e bianche lungo i bordi. Il nastro è largo 24 mm, le strisce blu 3 mm e quelle bianche 1 mm.